# Eva Katharina Schultz
Pour les articles homonymes, voir Schultz.
Répertoire
Winnie dans Oh les beaux jours de Samuel Beckett
Eva Katharina Schultz est une actrice allemande, née le 16 décembre 1922 à Berlin, morte le 3 mars 2007 dans la même ville.

## Carrière
Après ses études, Eva Katharina Schultz va dans une école de théâtre à Mannheim et a ses premiers engagements à Gießen, Heidelberg, Brême, au Burgtheater de Vienne et à partir de 1950 au Schauspielhaus Bochum. En 1957, Boleslaw Barlog l'embauche à la Staatliche Schauspielbühnen Berlin, où elle trouve un foyer artistique et fait partie de l'ensemble pendant de nombreuses années.
Un de ses premiers rôles à Berlin est Minna von Barnhelm, mis en scène par Barlog. L'actrice travaille avec de nombreux metteurs en scène renommés, tels que Rudolf Sellner et Hans Schweikart. En 1971, elle interprète le rôle de Winnie dans Oh les beaux jours de Samuel Beckett mise en scène par l'auteur lui-même.
Bien que le centre de sa vaste activité d'actrice soit la scène, Eva Katharina Schultz joue parfois des rôles au cinéma et à la télévision, notamment des adaptations d'œuvres littéraires.
De plus, Schultz a été très active dans le doublage entre 1958 et 2000 et a prêté sa voix à un grand nombre de stars de cinéma internationales telles que Jeanne Moreau (Jules et Jim), Anne Bancroft (L'Odyssée du Hindenburg), Bette Davis (La Lettre), Yvonne De Carlo, Angie Dickinson (dans À bout portant), Ava Gardner (in La Bible), Annie Girardot (dans Rocco et ses frères), Deborah Kerr (in La Nuit de l'iguane), Janet Leigh (dans Un crime dans la tête) ou Gina Lollobrigida (dans Hotel Paradiso).

## Biographie
Eva Katharina Schultz fut mariée à l'acteur Rolf Henniger.

## Filmographie
- 1953 : Rote Rosen, rote Lippen, roter Wein
- 1957 : Kolportage (TV)
- 1958 : Face à la mort (Solange das Herz schlägt)
- 1961 : Unseliger Sommer (TV)
- 1961 : Le Dernier Convoi
- 1963 : Endspurt (TV)
- 1966 : Der Strick (TV)
- 1966 : Der Fall der Generale (TV)
- 1968 : Heinrich VIII. und seine Frauen (TV)
- 1968 : Sich selbst der Nächste (TV)
- 1970 : Trauer muß Elektra tragen (TV)
- 1973 : Eines langen Tages Reise in die Nacht (TV)
- 1982 : Die Gartenlaube (TV)
- 1984 : Eine Klasse für sich (de)
- 1988 : Ein heikler Fall (de) – Die Goldjungen